# Amleto Dalla Costa
 (avril 2025).
Motif : Notoriété ?
- Archive Wikiwix
- Bing
- Cairn
- DuckDuckGo
- E. Universalis
- Gallica
- Google
- G. Books
- G. News
- G. Scholar
- Persée
- Qwant
- (zh) Baidu
- (ru) Yandex

| 1. | Préciser le motif de la pose du bandeau. | Précisez le motif de la pose du bandeau en utilisant la syntaxe suivante : {{admissibilité à vérifier\|date=avril 2025\|motif=remplacez ce texte par le motif}}                         |
| 2. | Informer les utilisateurs concernés.     | Pensez à avertir le créateur de l'article, par exemple, en insérant le code ci-dessous sur sa page de discussion : {{subst:avertissement admissibilité à vérifier\|Amleto Dalla Costa}} |

 (avril 2025).
La mise en forme du texte ne suit pas les recommandations de Wikipédia : il faut le « wikifier ».
Les points d'amélioration suivants sont les cas les plus fréquents. Le détail des points à revoir est peut-être précisé sur la page de discussion.
- Les titres sont pré-formatés par le logiciel. Ils ne sont ni en capitales, ni en gras.
- Le texte ne doit pas être écrit en capitales (les noms de famille non plus), ni en gras, ni en italique, ni en « petit »…
- Le gras n'est utilisé que pour surligner le titre de l'article dans l'introduction, une seule fois.
- L'italique est rarement utilisé : mots en langue étrangère, titres d'œuvres, noms de bateaux, etc.
- Les citations ne sont pas en italique mais en corps de texte normal. Elles sont entourées par des guillemets français : « et ».
- Les listes à puces sont à éviter, des paragraphes rédigés étant largement préférés. Les tableaux sont à réserver à la présentation de données structurées (résultats, etc.).
- Les appels de note de bas de page (petits chiffres en exposant, introduits par l'outil «  Source ») sont à placer entre la fin de phrase et le point final[comme ça].
- Les liens internes (vers d'autres articles de Wikipédia) sont à choisir avec parcimonie. Créez des liens vers des articles approfondissant le sujet. Les termes génériques sans rapport avec le sujet sont à éviter, ainsi que les répétitions de liens vers un même terme.
- Les liens externes sont à placer uniquement dans une section « Liens externes », à la fin de l'article. Ces liens sont à choisir avec parcimonie suivant les règles définies. Si un lien sert de source à l'article, son insertion dans le texte est à faire par les notes de bas de page.
- La présentation des références doit suivre les conventions bibliographiques. Il est recommandé d'utiliser les modèles {{Ouvrage}}, {{Chapitre}}, {{Article}}, {{Lien web}} et/ou {{Bibliographie}}. Le mode d'édition visuel peut mettre en forme automatiquement les références.
- Insérer une infobox (cadre d'informations à droite) n'est pas obligatoire pour parachever la mise en page.

Pour une aide détaillée, merci de consulter Aide:Wikification.
Si vous pensez que ces points ont été résolus, vous pouvez retirer ce bandeau et améliorer la mise en forme d'un autre article.
 (avril 2025).
 (avril 2025).
 (avril 2025).
Amleto Dalla Costa (né à Milan en 1929 et mort à Milan en 2024[réf. nécessaire]) est un graphiste, affichiste, publicitaire, peintre et photographe italien.

## Biographie
Amleto Dalla Costa est né en 1929 à Milan. Autodidacte, à l'âge de seize ans, il est recruté par l'ARS Film de Nino et Toni Pagot où il travaille pendant près de deux ans à la production de dessins animés ; il participe au film I fratelli Dinamite, un des premiers films d’animation Italien, sorti en 1950,.
Il entre ensuite aux Fabbriche Riunite NEON où étaient créées et fabriquées les enseignes lumineuses en néon. Il a notamment réalisé l'enseigne du cinéma milanais, le Capitol qui a ouvert en 1949, Via Croce, où a eu lieu des premières du cinéma Italien dont celle de La dolce vita,.
Il décide de se consacrer à la photographie, rencontre Giorgio Armani et fonde avec lui, au début des années 1950, le studio ARDACO (pour ARmani DAlla COsta), situé au 9 de la Via Druso, à Milan où à la photographie de mode,.
Il se sépare de Giorgio Armani, qui part travailler pour La Rinascente, et se consacre à la publicité ; il ouvre l'agence Studio Dalla Costa et au début des années 1970, la Trend, en collaboration avec Dino Capozza. De 1955 à 1975 il participe à des campagnes pour les marques Italiennes dont Cararabelli, Marazzi et Rivarossi,.
En 1975 il décide de devenir peintre. Sa première exposition à Milan, Via Durini lance sa carrière. Dès 1976, il ouvre la galerie, Brera 3, au 3 de la rue Brera à Milan où il a son propre atelier de sérigraphie. Il ferme la galerie en 1999 et, après une dernière exposition en Suisse en 2006, il se consacre à la photographie,.
Amleto Dalla Costa meurt à Milan le 19 mars 2024[réf. nécessaire].